# Ahmed Shafik

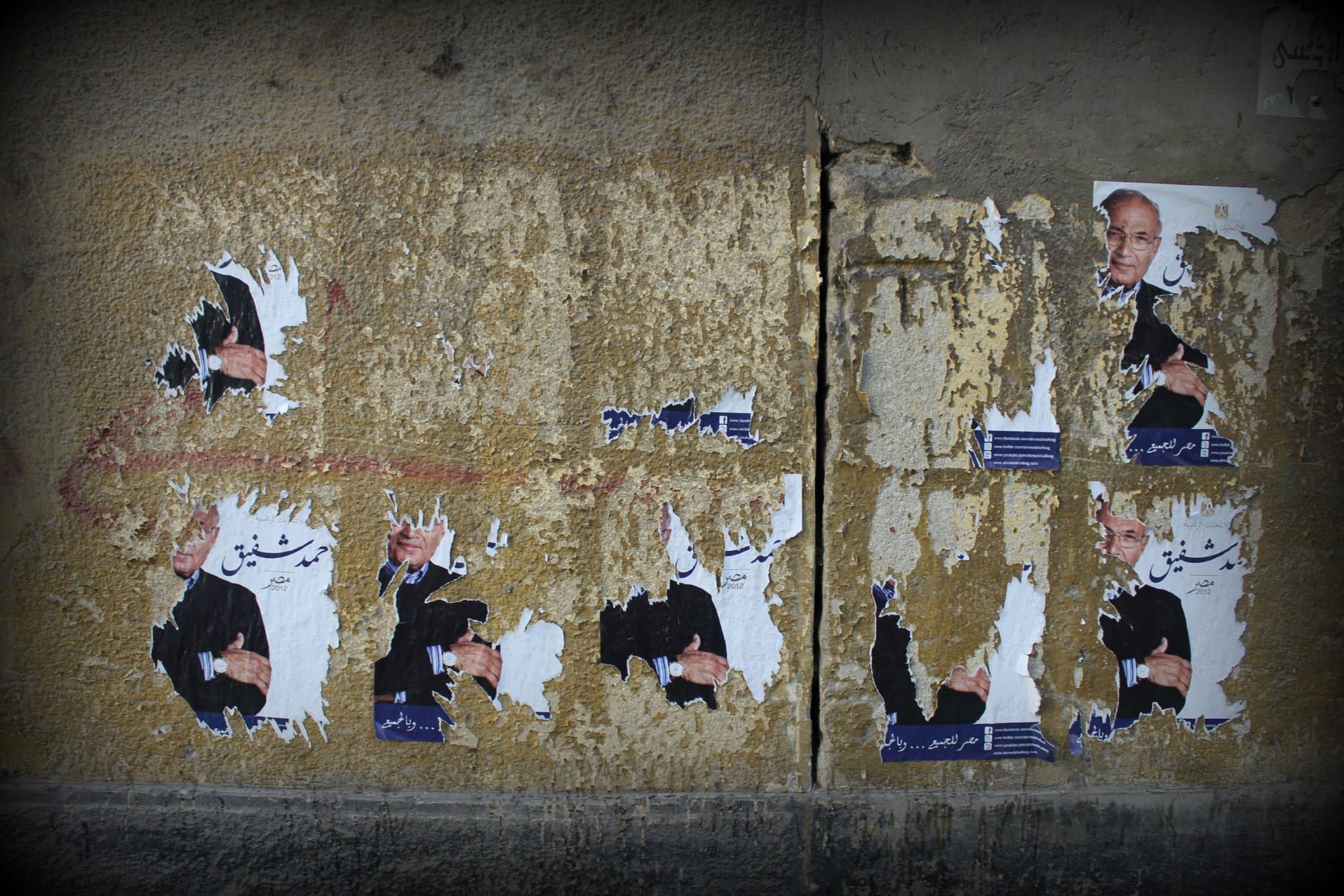
Posters van Ahmed Shafik

Ahmed Mohamed Shafik (Arabisch: احمد محمد شفيق) (Caïro, 25 november 1941) was interim-minister-president van Egypte.
Tijdens de Jom Kipoeroorlog was hij gevechtspiloot onder Hosni Moebarak. Hij zou toen twee Israëlische vliegtuigen hebben neergehaald.
Shafik was tussen 1996 en 2002 commandant van de Egyptische luchtmacht. Tussen 2002 en 2011 was Shafik minister van Burgerluchtvaart. Op 29 januari 2011 werd hij door de toenmalige president Moebarak aangesteld als minister-president, om de naar aanleiding van de Egyptische Revolutie ontslagen Ahmed Nazif, op te volgen. Op 3 maart 2011 werd Shafik door Essam Sharaf opgevolgd.
Shafik is lid van de Opperste Raad van de Strijdkrachten, die de macht overnamen na het vertrek van Moebarak op 11 februari 2011. Hij deed mee aan de Egyptische presidentsverkiezingen in 2012 en verloor hier in de tweede ronde van Mohamed Morsi.